# David Faber
David H. Faber (10 marzo 1964) è un giornalista statunitense, analista di notizie di mercato per la rete televisiva via cavo CNBC. Attualmente è uno dei conduttori del programma mattutino della CNBC Squawk on the Street.

## Biografia
Faber è ebreo ed è cresciuto nel Queens, a New York. Si è laureato con lode nel 1985 in inglese alla Tufts University.
Faber entrò a far parte della CNBC nel 1993 dopo sette anni presso Institutional Investor. È stato soprannominato "The Brain" ("il cervello") dai collaboratori della CNBC e ha condotto diversi documentari su società come Walmart e eBay. The Age of Walmart ha fatto guadagnare a Faber un Peabody Award nel 2005 e un Alfred I. duPont-Columbia University Award per il giornalismo televisivo. Nel 2010 ha ottenuto il Gerald Loeb Award per il giornalismo aziendale di Television Enterprise per House of Cards.
Oltre a Squawk on the Street, Faber conduce il programma mensile di attualità Business Nation, che ha debuttato il 24 gennaio 2007.
Faber è autore di tre libri; The Faber Report (2002), And Then the Roof Crod In (2009) e House of Cards: The Origins of the Collapse (2010).
Faber è stato ospite a Jeopardy! dal 2 al 6 agosto 2021. Faber è stato il campione di Celebrity Jeopardy! nel 2012.

## Vita privata
Nel 2000 Faber sposò Jenny Harris, che è una produttrice e giornalista economica/televisiva, figlia del avvocato Jay Harris (Sala Dickler Kent Goldstein & Wood) e dell'attrice di Così gira il mondo Marie Masters, e sorella gemella del musicista Jesse Harris.

## Programmi televisivi
- Business Nation (2007-presente)
- Bull Session (1997-1998)